# بارك دوك كيو
بارك دوك كيو (مواليد 29 أكتوبر 1972) هو ملاكم كوري جنوبي، مثّل بلاده في الألعاب الأولمبية الصيفية 1992.

## روابط خارجية
بارك دوك كيو على موقع أوليمبيديا (الإنجليزية)